# Camagna Monferrato
Camagna Monferrato (Camagna in piemontese) è un comune italiano di 461 abitanti della provincia di Alessandria in Piemonte.

## Origini del nome
Nome di etimologia incerta, probabilmente deriva dal latino castrum magnum ("grande accampamento" o "fortificazione"); in un'attestazione medievale è presente un riferimento ad una ecclesia de Chamagna ("chiesa di Camagna").

## Storia
Secondo alcuni storici Carlo Magno concesse il feudo di Camagna ai canonici di San Martino di Tours, concessione che venne successivamente confermata nell'887 con un diploma dall'imperatore Carlo il Grosso. Per volontà dall'imperatore Federico Barbarossa il feudo di Camagna venne infine ceduto ai marchesi del Monferrato (1164). È comunque più probabile che Camagna facesse fin da subito parte della Marca Aleramica concessa dall'imperatore Ottone I nel 967 ad Aleramo, primo marchese del Monferrato.
Alla sommità del paese, circondato dall’antica via Rocca, sorgono alcuni resti dell’antico castello, costruito dai marchesi del Monferrato probabilmente sul sito di un preesistente castello di origine longobarda. Verso la fine del Settecento il castello venne quasi interamente ricostruito ed è ora residenza privata.

### XX secolo
In questo comune fu attiva la formazione partigiana III Brigata Matteotti, nota col nome di Banda Lenti.

### XXI secolo
Ospitando parte degli infernòt del Monferrato, dal 2014 Camagna è sito patrimonio dell'umanità UNESCO.
Nell'aprile 2024 a Camagna è stato inaugurato il Museo della Resistenza del Monferrato, nella casa natale di Eusebio Giambone.

### Simboli
Lo stemma e il gonfalone del comune di Camagna Monferrato sono stati concessi con il decreto del presidente della Repubblica del 13 febbraio 1957.
Lo stemma raffigura, in campo rosso, un castello al naturale, munito di una torricella centrale, merlata alla guelfa, e fondato su una campagna verde.
Il gonfalone è un drappo partito di rosso e di verde.

## Monumenti e luoghi d'interesse
- Chiesa di Sant'Eusebio e campanile

## Società

### Evoluzione demografica
Negli ultimi cento anni, a partire dal 1921, la popolazione residente è diminuita del 77%.
Abitanti censiti

## Economia
Le risorse principali sono la villeggiatura estiva e le attività agricole locali. I prodotti agricoli sono limitati (rinomata la produzione del miele) e del pane. Altra attività tradizionale è l'allevamento del bestiame.

### Prodotti tipici

#### Miele
Il miele, alimento prezioso e nutriente, è stato introdotto grazie all'azienda, presso Regione Bonina, di Elio De Bernardi. L'allevamento delle api consente di ottenere un prodotto che viene facilmente venduto in quanto molto apprezzato per la sua qualità. Tra le varietà oggi prodotte rientrano per esempio, i mieli di acacia/robinia (il più diffuso), il millefiori e la melata.
Il miele viene utilizzato con i dolci, la polenta, le patate bollite; anticamente costituiva un antipasto energetico consumato unito al burro.
Mescolato al latte caldo, ancora oggi fornisce una bevanda che aiuta nella cura delle affezioni respiratorie unite a erbe come il timo e la salvia.

## Amministrazione
Di seguito è presentata una tabella relativa alle amministrazioni che si sono succedute in questo comune.
| Periodo        | Periodo        | Primo cittadino     | Partito                  | Carica  | Note  |
| -------------- | -------------- | ------------------- | ------------------------ | ------- | ----- |
| 11 giugno 1985 | 28 maggio 1990 | Franco Cazzulino    | Democrazia Cristiana     | Sindaco | [ 8 ] |
| 28 maggio 1990 | 24 aprile 1995 | Franco Cazzulino    | -                        | Sindaco | [ 8 ] |
| 24 aprile 1995 | 14 giugno 1999 | Renzo Manassero     | centro-sinistra          | Sindaco | [ 8 ] |
| 14 giugno 1999 | 14 giugno 2004 | Leonello Scagliotti | lista civica             | Sindaco | [ 8 ] |
| 14 giugno 2004 | 8 giugno 2009  | Leonello Scagliotti | lista civica             | Sindaco | [ 8 ] |
| 8 giugno 2009  | 26 maggio 2014 | Claudio Scagliotti  | lista civica             | Sindaco | [ 8 ] |
| 26 maggio 2014 | 26 maggio 2019 | Claudio Scagliotti  | lista civica Per Camagna | Sindaco | [ 8 ] |
| 26 maggio 2019 | 9 giugno 2024  | Claudio Scagliotti  | lista civica Per Camagna | Sindaco | [ 8 ] |
| 9 giugno 2024  | in carica      | Claudio Scagliotti  | lista civica Per Camagna | Sindaco | [ 8 ] |

### Gemellaggi
- Novopokrovskaya, dal 2019

## Galleria d'immagini

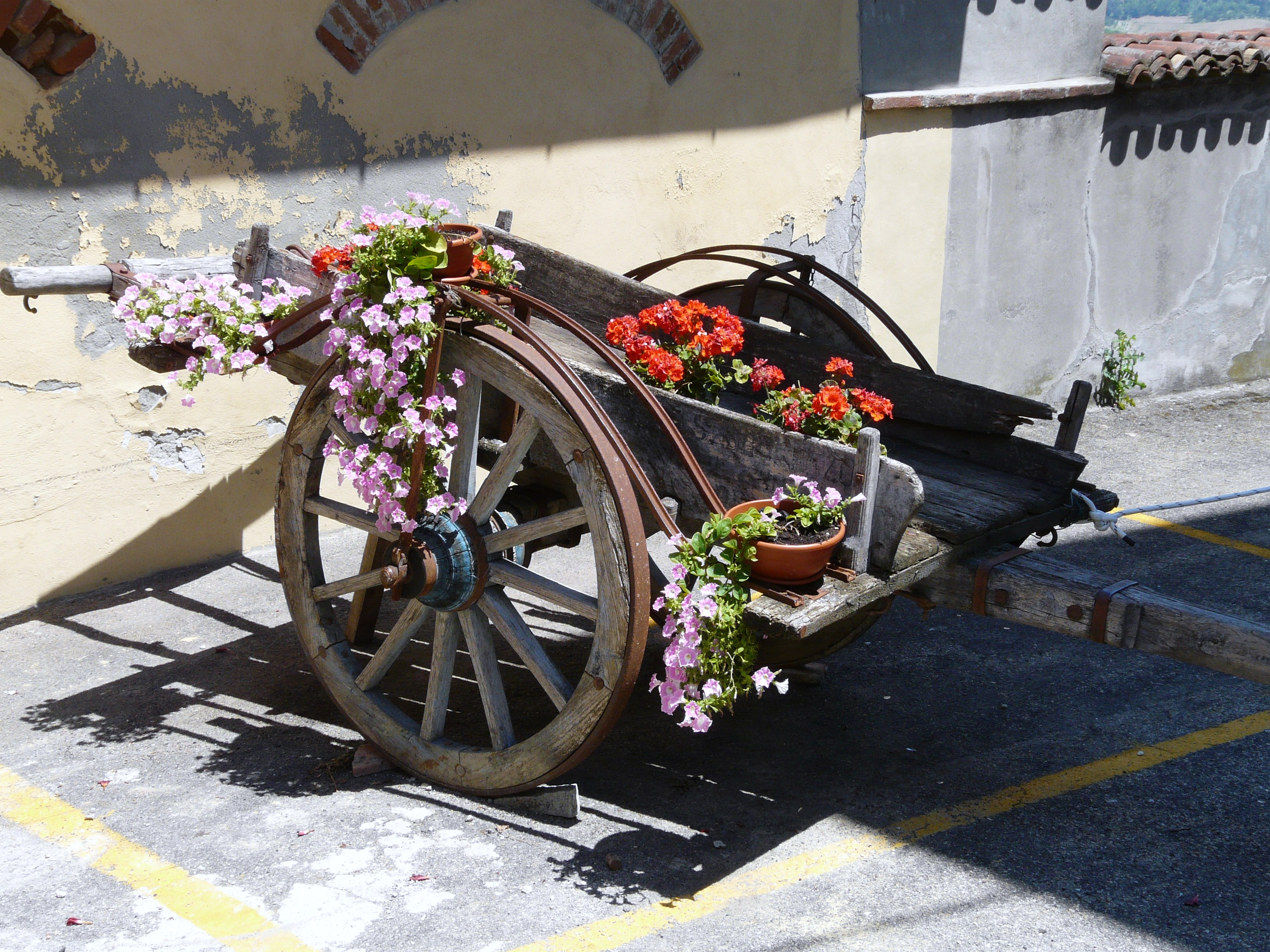
Carretto tipico
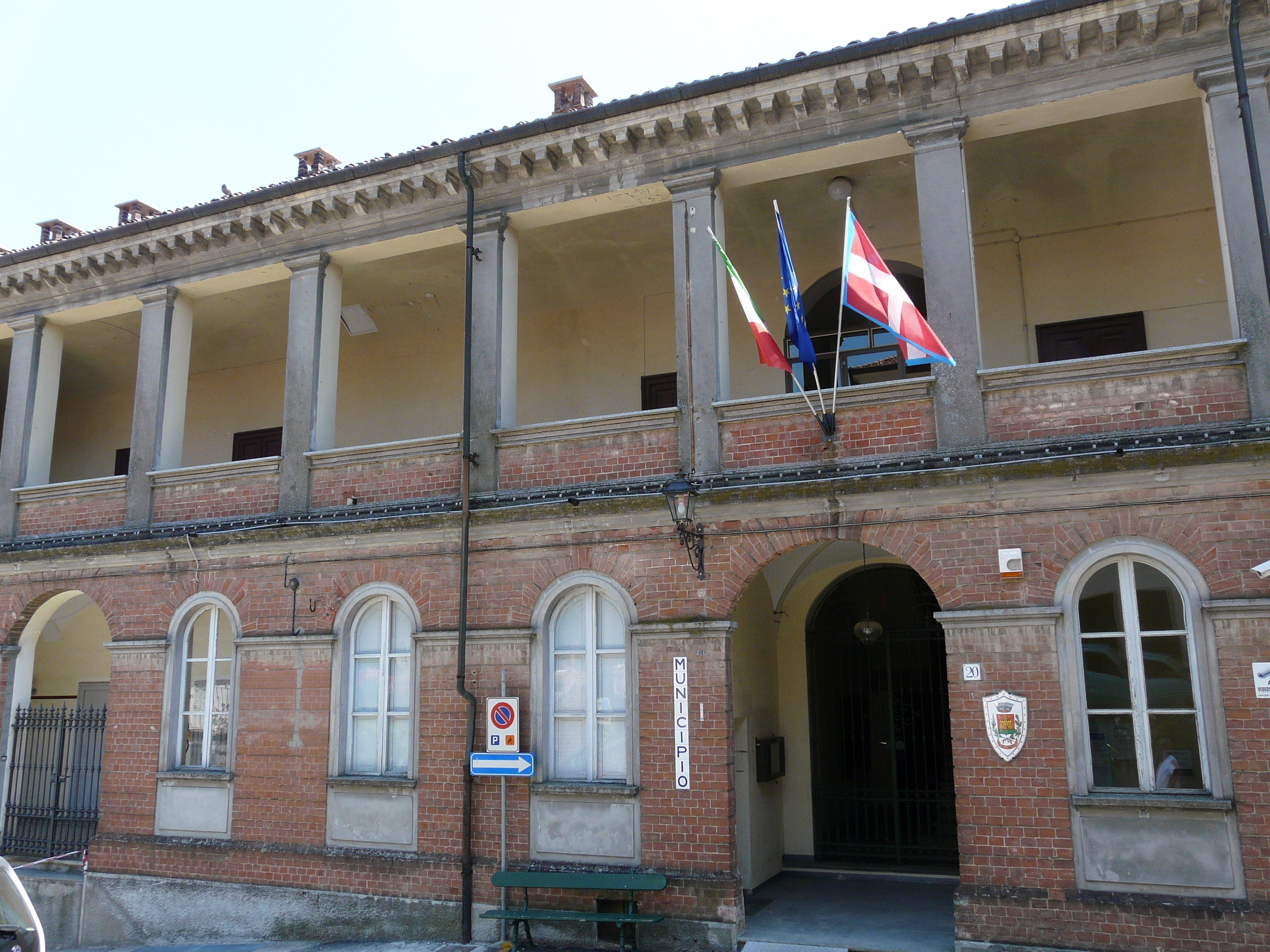
Municipio
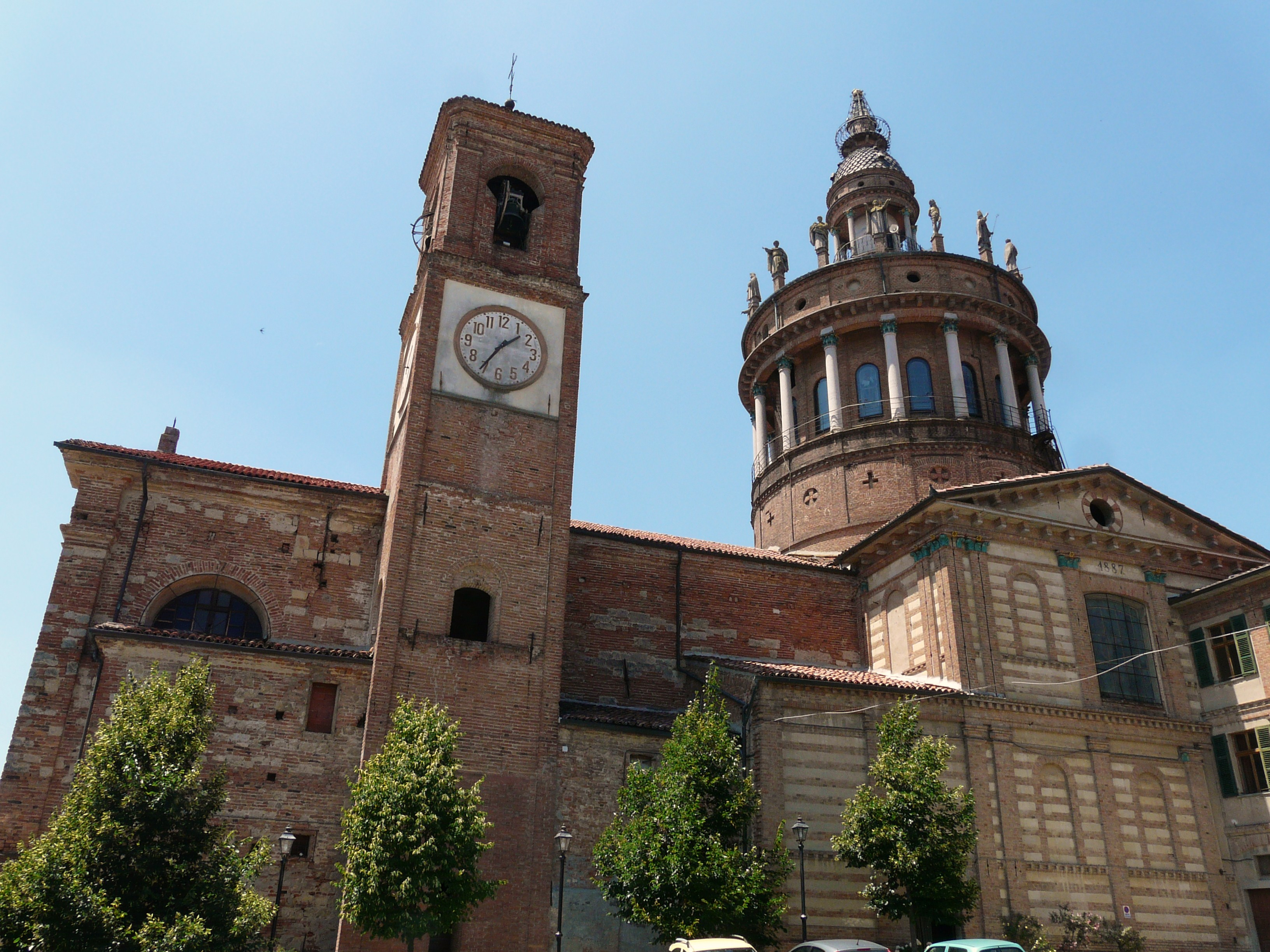
Campanile e cupola esterna della chiesa di Sant'Eusebio
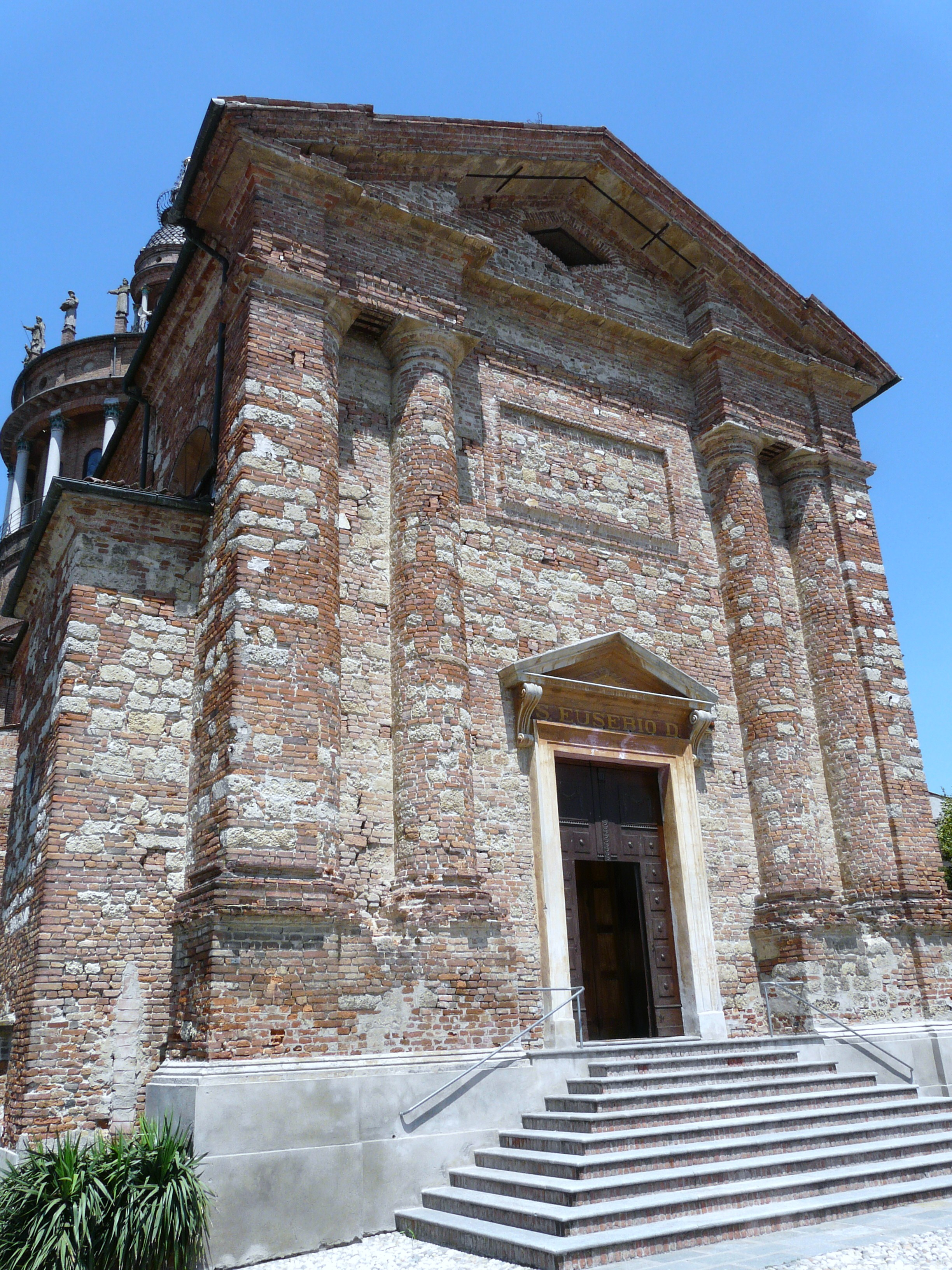
Facciata della chiesa di Sant'Eusebio
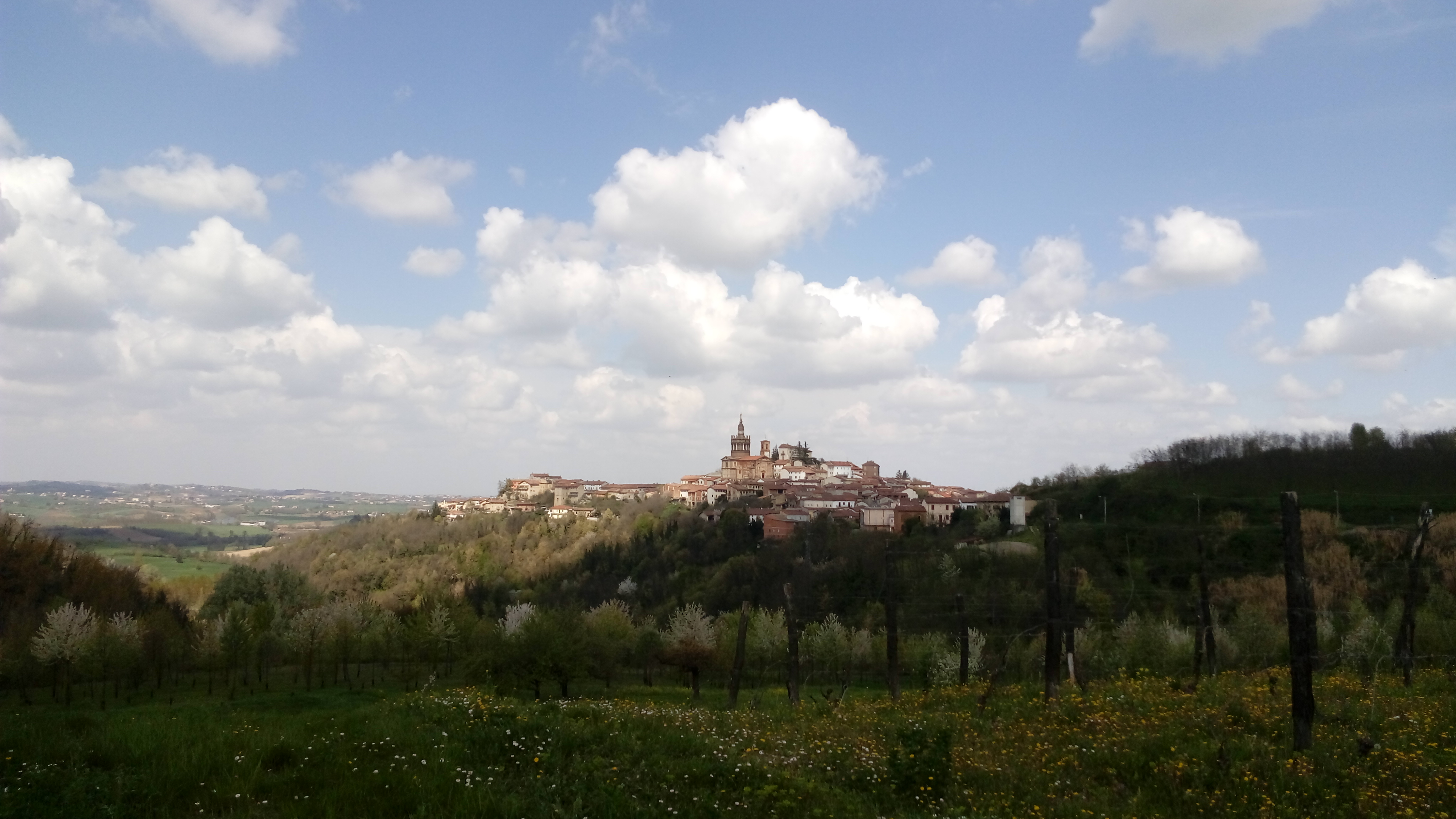
Veduta sulla campagna circostante in primavera